# Liste der Baudenkmale in Delligsen
In der Liste der Baudenkmale in Delligsen sind die Baudenkmale des niedersächsischen Fleckens Delligsen im Landkreis Holzminden aufgelistet.

## Allgemein
In den Spalten befinden sich folgende Informationen:
- Lage: die Adresse des Baudenkmales und die geographischen Koordinaten. Kartenansicht, um Koordinaten zu setzen. In der Kartenansicht sind Baudenkmale ohne Koordinaten mit einem roten Marker dargestellt und können in der Karte gesetzt werden. Baudenkmale ohne Bild sind mit einem blauen Marker gekennzeichnet, Baudenkmale mit Bild mit einem grünen Marker.
- Bezeichnung: Bezeichnung des Baudenkmales
- Beschreibung: die Beschreibung des Baudenkmales. Unter § 3 Abs. 2 NDSchG werden Einzeldenkmale und unter § 3 Abs. 3 NDSchG Gruppen baulicher Anlagen und deren Bestandteile ausgewiesen.
- ID: die Objekt-ID des Baudenkmales
- Bild: ein Bild des Baudenkmales, ggf. zusätzlich mit einem Link zu weiteren Fotos des Baudenkmals im Medienarchiv Wikimedia Commons. Wenn man auf das Kamerasymbol klickt, können Fotos zu Baudenkmalen aus dieser Liste hochgeladen werden:

## Ammensen
Baudenkmale im Ortsteil Ammensen.
| Lage                                    | Bezeichnung      | Beschreibung | ID       | Bild           |
| --------------------------------------- | ---------------- | ------------ | -------- | -------------- |
| Hauptstraße 51° 54′ 31″ N, 9° 51′ 25″ O | Kirche (Bauwerk) |              | 26791615 | Weitere Bilder |

## Delligsen
Baudenkmale im Ortsteil Delligsen.

### Gruppe: Dr.-Jasper-Straße 3
Die Gruppe „Dr.-Jasper-Straße 3“ hat die ID 26972994.

| Lage                                           | Bezeichnung | Beschreibung | ID       | Bild |
| ---------------------------------------------- | ----------- | ------------ | -------- | ---- |
| Dr.-Jasper-Straße 3 51° 56′ 25″ N, 9° 49′ 9″ O | Wohnhaus    |              | 26807430 |      |
| Dr.-Jasper-Straße 3 51° 56′ 24″ N, 9° 49′ 9″ O | Stall       |              | 26807449 | BW   |

### Gruppe: Kirche und Pfarre Hilsstraße
Die Gruppe „Kirche und Pfarre Hilsstraße“ hat die ID 26972949.

| Lage                                              | Bezeichnung      | Beschreibung               | ID       | Bild           |
| ------------------------------------------------- | ---------------- | -------------------------- | -------- | -------------- |
| Hilsstraße/Rotestraße 51° 56′ 35″ N, 9° 47′ 56″ O | Kriegerdenkmal   |                            | 26791770 |                |
| Hilsstraße/Rotestraße 51° 56′ 36″ N, 9° 47′ 54″ O | Kirchhof         |                            | 26791754 | BW             |
| Hilsstraße 26 51° 56′ 35″ N, 9° 47′ 55″ O         | Kirche (Bauwerk) | Kirche St. Georg Delligsen | 26791701 | Weitere Bilder |
| Hilsstraße 26 51° 56′ 34″ N, 9° 47′ 53″ O         | Pfarrhaus        |                            | 26791667 |                |
| Hilsstraße 26 51° 56′ 35″ N, 9° 47′ 53″ O         | Gemeindesaal     |                            | 26791683 |                |
| Rotestraße 1 51° 56′ 36″ N, 9° 47′ 53″ O          | Schule           |                            | 26791949 |                |

### Gruppe: Kaierder Straße 12, 14/16
Die Gruppe „Kaierder Straße 12, 14/16“ hat die ID 26972927.

| Lage                                              | Bezeichnung | Beschreibung | ID       | Bild |
| ------------------------------------------------- | ----------- | ------------ | -------- | ---- |
| Kaierder Straße 12 51° 56′ 24″ N, 9° 47′ 23″ O    | Wohnhaus    |              | 26791803 |      |
| Kaierder Straße 14/16 51° 56′ 23″ N, 9° 47′ 22″ O | Wohnhaus    |              | 26791819 |      |

### Gruppe: Wohnhäuser Kaierder Straße 18, 20
Die Gruppe „Wohnhäuser Kaierder Straße 18, 20“ hat die ID 26972916.

| Lage                                           | Bezeichnung | Beschreibung | ID       | Bild |
| ---------------------------------------------- | ----------- | ------------ | -------- | ---- |
| Kaierder Straße 18 51° 56′ 21″ N, 9° 47′ 17″ O | Wohnhaus    |              | 26791835 |      |
| Kaierder Straße 20 51° 56′ 20″ N, 9° 47′ 16″ O | Wohnhaus    |              | 26791851 |      |

### Gruppe: Mühlenhof Obere Mühlenstraße 8
Die Gruppe „Mühlenhof Obere Mühlenstraße 8“ hat die ID 26972938.

| Lage                                             | Bezeichnung        | Beschreibung | ID       | Bild |
| ------------------------------------------------ | ------------------ | ------------ | -------- | ---- |
| Obere Mühlenstraße 3 51° 56′ 29″ N, 9° 47′ 48″ O | Mühle (Baukomplex) |              | 26791884 |      |
| Obere Mühlenstraße 3 51° 56′ 29″ N, 9° 47′ 46″ O | Stall              |              | 26791900 |      |

### Gruppe: Schule Schulstraße 31
Die Gruppe „Schule Schulstraße 31“ hat die ID 26972905.

| Lage                                       | Bezeichnung  | Beschreibung | ID       | Bild |
| ------------------------------------------ | ------------ | ------------ | -------- | ---- |
| Schulstraße 31 51° 56′ 25″ N, 9° 47′ 49″ O | Schulgebäude |              | 26791982 |      |
| Schulstraße 31 51° 56′ 24″ N, 9° 47′ 51″ O | Schulgebäude |              | 26791999 |      |
| Schulstraße 31 51° 56′ 24″ N, 9° 47′ 47″ O | Schulgebäude |              | 26792016 |      |

### Einzeldenkmale
| Lage                                             | Bezeichnung              | Beschreibung                                     | ID       | Bild           |
| ------------------------------------------------ | ------------------------ | ------------------------------------------------ | -------- | -------------- |
| B 3, 56,253 51° 55′ 56″ N, 9° 49′ 27″ O          | Besserungstein (?)       |                                                  | 26807170 |                |
| Düsterntal 51° 55′ 22″ N, 9° 49′ 0″ O            | Schule                   | Schloss Düsterntal, Schule, Langzeiteinrichtung. | 26792051 |                |
| Düsterntal 4 51° 55′ 35″ N, 9° 49′ 6″ O          | Wohnhaus                 | Teil der ehemaligen Domäne                       | 26792068 |                |
| Dörshelf 1 51° 56′ 32″ N, 9° 49′ 15″ O           | Poststation              |                                                  | 26791632 |                |
| Dr.-Jasper-Straße 77 51° 56′ 26″ N, 9° 48′ 14″ O | Wohnhaus                 |                                                  | 26791650 |                |
| Hilsstraße 46 51° 56′ 33″ N, 9° 47′ 43″ O        | Wohn-/Wirtschaftsgebäude |                                                  | 26791720 |                |
| Hilsstraße 62 51° 56′ 31″ N, 9° 47′ 30″ O        | Wohn-/Wirtschaftsgebäude |                                                  | 26791737 |                |
| Hinter den Höfen 51° 56′ 40″ N, 9° 48′ 2″ O      | Friedhofskapelle         | Kapelle (Bauwerk)                                | 26791786 |                |
| Rotestraße 9 51° 56′ 38″ N, 9° 47′ 54″ O         | Wohnhaus                 |                                                  | 26791965 |                |
| Schulstraße 10 A 51° 56′ 27″ N, 9° 48′ 0″ O      | Kath. Kirche St. Joseph  | Kirche (Bauwerk)                                 | 26807485 | Weitere Bilder |

## Grünenplan

### Ortsteil Grünenplan
Baudenkmale im Ortsteil Grünenplan.

#### Gruppe: Wohnhäuser Obere Hilsstraße 55, 56
Die Gruppe „Wohnhäuser Obere Hilsstraße 55, 56“ hat die ID 26972961.

| Lage                                          | Bezeichnung | Beschreibung | ID       | Bild |
| --------------------------------------------- | ----------- | ------------ | -------- | ---- |
| Obere Hilsstraße 55 51° 57′ 2″ N, 9° 44′ 3″ O | Wohnhaus    |              | 26792680 |      |
| Obere Hilsstraße 56 51° 57′ 2″ N, 9° 44′ 2″ O | Wohnhaus    |              | 26792695 |      |

#### Gruppe: Raabestraße 10, 13
Die Gruppe „Raabestraße 10, 13“ hat die ID 26972894.

| Lage                                       | Bezeichnung | Beschreibung | ID       | Bild |
| ------------------------------------------ | ----------- | ------------ | -------- | ---- |
| Raabestraße 10 51° 57′ 19″ N, 9° 44′ 21″ O | Wohnhaus    |              | 26792710 |      |
| Raabestraße 13 51° 57′ 20″ N, 9° 44′ 19″ O | Wohnhaus    |              | 26792725 |      |

#### Einzeldenkmale
| Lage                                            | Bezeichnung      | Beschreibung                              | ID       | Bild |
| ----------------------------------------------- | ---------------- | ----------------------------------------- | -------- | ---- |
| Am Park 51° 57′ 19″ N, 9° 44′ 45″ O             | Kriegerdenkmal   |                                           | 26792085 |      |
| Forstamt 51° 57′ 21″ N, 9° 44′ 56″ O            | Forstamt         |                                           | 26792101 |      |
| Hüttenstraße 51° 57′ 16″ N, 9° 44′ 20″ O        | Fabrikgebäude    | Ehemalige Deutsche Spiegelglas AG (DESAG) | 26792218 |      |
| Kirchtalstraße 12 51° 57′ 26″ N, 9° 44′ 23″ O   | Wohnhaus         |                                           | 26792351 |      |
| Kirchtalstraße 13 51° 57′ 26″ N, 9° 44′ 22″ O   | Wohnhaus         | Glasmacherhaus                            | 26792368 |      |
| Kirchweg 51° 57′ 13″ N, 9° 44′ 10″ O            | Kirche (Bauwerk) |                                           | 26792235 |      |
| Kurhausweg 4 51° 57′ 19″ N, 9° 44′ 32″ O        | Villa            |                                           | 26792466 |      |
| Kurhausweg 5 51° 57′ 20″ N, 9° 44′ 32″ O        | Wohnhaus         |                                           | 26792483 |      |
| Kurhausweg 8 51° 57′ 20″ N, 9° 44′ 33″ O        | Wohnhaus         |                                           | 26792500 |      |
| Kurze Schulstraße 1 51° 57′ 24″ N, 9° 44′ 23″ O | Schule           |                                           | 26792528 |      |
| Markeldissen 7 51° 56′ 57″ N, 9° 45′ 28″ O      | Wohnhaus         |                                           | 26792578 |      |
| Obere Hilsstraße 1 51° 57′ 17″ N, 9° 44′ 28″ O  | Gaststätte       | Lampes Hotel                              | 26792612 |      |
| Obere Hilsstraße 28 51° 57′ 11″ N, 9° 44′ 13″ O | Wohnhaus         |                                           | 26792629 |      |
| Obere Hilsstraße 30 51° 57′ 11″ N, 9° 44′ 12″ O | Wohnhaus         |                                           | 26792646 |      |
| Obere Hilsstraße 40 51° 57′ 9″ N, 9° 44′ 10″ O  | Wohnhaus         |                                           | 26792663 |      |
| Obere Hilsstraße 51° 56′ 55″ N, 9° 43′ 52″ O    | Friedhof         |                                           | 26792595 |      |
| Raabestraße 21 51° 57′ 23″ N, 9° 44′ 14″ O      | Wohnhaus         |                                           | 26792757 |      |

### Gemeindefreies Gebiet Grünenplan
Baudenkmale im gemeindefreien Gebiet Grünenplan.
| Lage                                              | Bezeichnung   | Beschreibung          | ID       | Bild           |
| ------------------------------------------------- | ------------- | --------------------- | -------- | -------------- |
| Gemeindefreies Gebiet 51° 57′ 12″ N, 9° 41′ 21″ O | Aussichtsturm | Raabeturm             | 41853790 | Weitere Bilder |
| Gemeindefreies Gebiet 51° 57′ 12″ N, 9° 41′ 21″ O | Gedenkstein   | Wilhelm-Raabe-Denkmal | 41853862 |                |

## Hohenbüchen
Baudenkmale im Ortsteil Hohenbüchen.

| Lage                                                | Bezeichnung              | Beschreibung | ID       | Bild |
| --------------------------------------------------- | ------------------------ | ------------ | -------- | ---- |
| Hartmannstraße 7 51° 58′ 13″ N, 9° 45′ 49″ O        | Wohnhaus                 |              | 26792890 |      |
| Herzog Julius Straße 9 51° 58′ 5″ N, 9° 46′ 0″ O    | Wohn-/Wirtschaftsgebäude |              | 26792907 |      |
| Herzog Julius Straße 23 51° 58′ 12″ N, 9° 45′ 50″ O | Forsthaus                |              | 26792924 |      |
| Ludwig-Menge-Straße 8 51° 58′ 4″ N, 9° 45′ 53″ O    | Verwaltungsgebäude       |              | 26792958 |      |

## Kaierde
Baudenkmale im Ortsteil Kaierde.
| Lage                                              | Bezeichnung      | Beschreibung | ID       | Bild |
| ------------------------------------------------- | ---------------- | ------------ | -------- | ---- |
| Mittal 5 51° 56′ 8″ N, 9° 46′ 14″ O               | Wohnhaus         |              | 26793059 |      |
| Am Bach 13 51° 55′ 34″ N, 9° 46′ 9″ O             | Wohnhaus         |              | 26792975 |      |
| Marktstiege 5 51° 55′ 34″ N, 9° 46′ 32″ O         | Kirche (Bauwerk) |              | 26792992 |      |
| Marktstiege 5 51° 55′ 33″ N, 9° 46′ 32″ O         | Grabdenkmal      |              | 26793009 |      |
| Marktstiege 9 51° 55′ 35″ N, 9° 46′ 33″ O         | Wohnhaus         |              | 26793026 |      |
| Wellenspringstraße 34 51° 55′ 35″ N, 9° 46′ 10″ O | Wohnhaus         |              | 26793043 |      |

## Varrigsen
Baudenkmale im Ortsteil Varrigsen.

| Lage                                     | Bezeichnung              | Beschreibung | ID       | Bild |
| ---------------------------------------- | ------------------------ | ------------ | -------- | ---- |
| Am Brinke 1 51° 55′ 30″ N, 9° 50′ 11″ O  | Wohnhaus                 |              | 26793076 |      |
| Dorfstraße 1 51° 55′ 28″ N, 9° 50′ 11″ O | Wohn-/Wirtschaftsgebäude |              | 26793093 |      |